# Institut Redouté-Peiffer
L'Institut Redouté-Peiffer est un établissement d'enseignement de type secondaire technique et professionnel dont le siège est dans la commune d'Anderlecht en Région bruxelloise. 
Ce centre scolaire est un enseignement de la Commission Communautaire Française, dite COCOF, anciennement enseignement provinciale du Brabant. 
Elle est issue de la fusion des instituts Pierre-Joseph Redouté et Serge Peiffer. Ses principales sections sont l'horticulture et les sciences appliquées.

## Historique
L'institut Redouté Peiffer est issu de la fusion en septembre 1996 de l'Institut Pierre-Joseph Redouté et de l'Institut Serge Peiffer.
L'institut Pierre-Joseph Redouté doit son nom au peintre des Roses, aquarelliste né à 
St Hubert au XVIIIe siècle. 

En 1913, la Députation permanente de l'ex Province du Brabant créait une école maraîchère.
Au cours des ans, d'autres sections se sont ouvertes : la floriculture, l'arboriculture fruitière, l'art floral, les techniques secondaires ainsi que les professionnelles en horticulture, l'école supérieure d'architecture de jardins et du paysage. 
Aujourd’hui ces sections supérieures sont reprises par la Haute École Lucia de Brouckère - Institut Arthur Haulot.

Serge Peiffer, ancien élève de l'institut, docteur en chimie et biochimie, diplômé de l'ULB et chercheur dans ses domaines a donné son patronyme à l'implantation de l'I.R.P. sise av. Emile Gryzon.

## Infrastructures
Elles comprennent notamment :
- Complexe de serres, rocaille, collections de plantes, arboretum, sites d'application au Bon Air à Anderlecht depuis le 12 octobre 2016 pour l'horticulture, ainsi que des laboratoires pour les sciences.